# Az elosztott számítások félreértései
Az elosztott számítások félreértései L. Peter Deutsch és társai listája azokról a félreértésekről, amelyet az elosztott számítások területén tapasztalatlan programozók gyakran elkövetnek. Feltételezéseik végül hibásnak bizonyulnak, amely a rendszer hibáját vagy a funkcionalitás csökkenését okozza, vagy előre nem kalkulált költségeket igényel ahhoz, hogy az eredetileg kitűzött céloknak megfeleljen.

## A tévedések
1. A hálózat megbízható
2. A késés nulla
3. A sávszélesség végtelen
4. A hálózat biztonságos
5. A topológia nem változik
6. Egy adminisztrátor van
7. Az átvitel költsége nulla
8. A hálózat homogén

## Története
Az első hét pontot L. Peter Deutsch, a Sun Microsystems egyik első munkatársa írta össze 1994-ben, bár ekkorra Bill Joy és Tom Lyon már szintén összeállította listáját a "Hálózati programozás félreértései" címen, amely az első 4 pontból állt. James Gosling, a Java programozási nyelv feltalálója egészítette ki a listát a nyolcadik ponttal 1997 körül.

## Lásd még
- Elosztott számítások

## Fordítás
Ez a szócikk részben vagy egészben  a   Fallacies of Distributed Computing című angol Wikipédia-szócikk fordításán alapul.  Az eredeti cikk szerkesztőit annak laptörténete sorolja fel. Ez a jelzés csupán a megfogalmazás eredetét és a szerzői jogokat jelzi, nem szolgál a cikkben szereplő információk forrásmegjelöléseként.